# حزقيال غونزاليس (لاعب كرة قدم)
حزقيال غونزاليس (بالإسبانية: Ezequiel González)‏ هو لاعب كرة قدم أرجنتيني في مركز الهجوم، ولد في 24 يناير 1983 في لابلاتا في الأرجنتين. لعب مع إستوديانتيس دي لا بلاتا ونادي سيمين بادانغ.